# Kanton Le Horps
Le Horps is een voormalig kanton van het Franse departement Mayenne. Het kanton maakte deel uit van het arrondissement Mayenne. Het werd opgeheven bij decreet van 21  februari 2014 met uitwerking op 22 maart 2015.

## Gemeenten
Het kanton Le Horps omvatte de volgende gemeenten:
- Champéon
- La Chapelle-au-Riboul
- Charchigné
- Le Ham
- Hardanges
- Le Horps (hoofdplaats)
- Montreuil-Poulay
- Le Ribay